# Гробёль, Софи
Софи Гробёль (дат. Sofie Gråbøl, датское произношение: [sofiːə ˈkʁɔpøl]; род. 30 июля 1968, Фредериксберг, Дания) — датская актриса кино, телевидения и театра, многократный лауреат премий «Роберт» и «Бодиль». Наиболее известна главной ролью в телесериале «Убийство».

## Биография
Софи Гробёль родилась в 1968 году в Фредериксберге в семье архитекторов. Её брат Нильс Гробёль стал режиссёром. Отец Софи бросил её мать ещё до рождения дочери. Впоследствии она вышла замуж за маоистского архитектора. В юности Софи изучала богословие и работала в книжном магазине. В 17-летнем возрасте она откликнулась на объявление в газете и снялась в фильме «Волк на пороге» о Поле Гогене. За эту роль она удостоилась премий «Роберт» и «Бодиль». Несмотря на отсутствие специального образования, с тех пор Гробёль начала актёрскую карьеру. В 1987 году она появилась в фильме «Пелле-завоеватель». В 1994 году она повторно получила обе ведущие кинопремии Дании за роль в фильме Sort høst.
С 2007 по 2012 год Гробёль исполняла ведущую роль в телесериале «Убийство». Эта роль принесла ей международную известность. В 2013 году снялась в британском телесериале «Фортитьюд». В августе 2014 года она дебютировала на сцене в роли Маргариты Датской в Эдинбурге. В 2018 году снялась в психологическом триллере режиссёра Ларса фон Триера «Дом, который построил Джек».
Гробёль развелась со своим мужем режиссёром Якобом Тюсеном в 2006 году. У неё есть сын Брор и дочь Гудрун.

## Избранная фильмография
| Год       | Название                   | Оригинальное название     | Роль            |
| --------- | -------------------------- | ------------------------- | --------------- |
| 1987      | Пелле-завоеватель          | Pelle Erobreren           | госпожа Сине    |
| 1994      | Ночное дежурство           | Nattevagten               | Калинка         |
| 1999      | Последняя песня Мифуне     | Mifunes sidste sang       | Клэр            |
| 2000      | Мерцающие огни             | Blinkende lygter          | Ханна           |
| 2006      | Самый главный босс         | Direktøren for det Hele   | Киссер          |
| 2007—2012 | Убийство                   | Forbrydelsen              | Сара Лунд       |
| 2015—2018 | Фортитьюд                  | Fortitude                 | Хильдур Одегард |
| 2016      | Настанет день              | Der kommer en dag         | учитель Лилиан  |
| 2018      | Дом, который построил Джек | The House That Jack Built | женщина №3      |
| 2020      | Отыграть назад             | The Undoing               | Кэтрин Стэмпер  |